# Бахнишоара (Њамц)
Бахнишоара (рум. Băhnișoara) насеље је у Румунији у округу Њамц у општини Бахна. Oпштина се налази на надморској висини од 310 m.

## Становништво
Према подацима из 2002. године у насељу је живело 462 становника, од којих су сви румунске националности.